# Construcció de pedra seca VI (la Pobla de Cérvoles)
Construcció de pedra seca VI és una obra de la Pobla de Cérvoles (Garrigues) inclosa a l'Inventari del Patrimoni Arquitectònic de Catalunya.

## Descripció
És una cabana de vinya orientada cap al sud feta de pedres sense desbastar; està coberta amb una volta apuntada. A la façana destaca el llindar, únic element fet amb grans carreus ben escairats; a més hi ha gravada la data de 1862. Al seu interior hi ha una estança pel bestiar amb una menjadora, una llar de foc a terra separada per una petita paret de l'anterior dependència. També hi ha un altell fet amb bigues de fusta i canyís; es feia servir per a posar la palla i com a habitacle per al pagès. Actualment a la paret esquerra hi ha una esllavissada de la pedra.